# محمد مهدي الصدر
السيد محمد مهدي الصدر (17 محرم 1296 هـ – 3 رجب 1358 هـ) فقيه ومؤرخ شيعي عراقي بارز، شارك في ثورة العشرين ضد الاحتلال البريطاني، واستنقاذ الحسينية الكبرى من أيدي البهائية، وجمع المخطوطات الإسلامية الثمينة. درس في الحوزة العلمية بالنجف والكاظمية ونال درجة الاجتهاد، وعُرف بتدريسه وتخرّج على يديه عدة علماء، وله عدة مؤلفات مرجعية.

## النشأة والتعليم
وُلد محمد مهدي الصدر في 17 محرم 1296 هـ بمدينة الكاظمية المقدسة شمال العاصمة العراقية بغداد، في أسرة علمية تنتمي إلى آل الصدر، إحدى أبرز الأسر الشيعية المعروفة في العراق والنجف الأشرف. تلقى تعليمه الأولي في الكتاتيب التقليدية، حيث تعلم مبادئ القراءة والكتابة والعلوم الدينية الأساسية. وفي عام 1319 هـ، انتقل إلى الحوزة العلمية في النجف الأشرف لمواصلة دراساته الدينية العليا، وهناك تتلمذ على يد عدد من كبار علماء الشيعة، وتعمق في الفقه والأصول والفلسفة. وفي عام 1324 هـ، توجه إلى كربلاء لمتابعة بعض الدروس، ثم عاد واستقر في الكاظمية، حيث بدأ نشاطه العلمي والتربوي، وأسس مجلسًا دراسيًا استقطب عددًا من طلبة العلوم الدينية.

## النشاط العلمي
اشتهر محمد مهدي الصدر بنشاطه العلمي والاجتماعي، وكان من أبرز الشخصيات الدينية التي ساهمت في الحياة العامة خلال بدايات القرن الرابع عشر الهجري. شارك في ثورة العشرين ضد الاحتلال البريطاني عام 1338 هـ، وكان من بين رجال الدين الذين أفتوا بوجوب مقاومة الاحتلال، مما منحه مكانة رفيعة بين الثوار والعشائر. كما ساهم في الدفاع عن معالم الشيعة في بغداد، إذ لعب دورًا محوريًا في استعادة الحسينية الكبرى في منطقة الكرخ من سيطرة بعض الجماعات التي وصفها بأنها منحرفة كالبهائية. وأسس مكتبة علمية في الكاظمية جمع فيها عددًا من المخطوطات النادرة في الفقه والتاريخ والكلام، مما شكّل نواة لمشروع ثقافي طويل الأمد.

## النسب
ينحدر نسبه الى نسب صدري موسوي علوي هاشمي فهو:
محمد مهدي بن إسماعيل بن صدر الدين محمد بن صالح شرف الدين بن محمد بن إبراهيم شرف الدين بن زين العابدين إبراهيم بن نور الدين علي بن علي نور الدين بن الحسين عز الدين بن محمد بن الحسين بن علي بن محمد بن أبي الحسن عباس تاج الدين بن محمد شمس الدين بن عبد الله بن جلال الدين بن أحمد بن أبي الفوارس حمزة الأصغر بن أبي محمد سعد الله بن أبي أحمد حمزة الأكبر بن أبي السعادات محمد بن أبي محمد عبد الله بن أبي الحرث محمد الحارث بن أبي الحسن علي (ابن الديلمية) بن عبد الله بن أبي طاهر بن أبي الحسن محمد المحدث بن أبي الطيب طاهر بن الحسين القطعي بن موسى بن إبراهيم المرتضى الأصغر بن موسى الكاظم بن جعفر الصادق بن محمد الباقر بن علي زين العابدين بن الحسين بن علي بن أبي طالب بن عبد المطلب بن هاشم.

## مؤلفاته
من أبرز مؤلفاته المطبوعة والمخطوطة:
- مختصر نجاة العباد[16]
- شرح التبصرة (لم يُكمل)[17]
- شرح الشرائع (لم يُستكمل)[17]
- تعليقة على كفاية الأُصول[16]
- رسالة عملية عربية[17]
- رسالة عملية فارسية[17]
- شعر رائق في العربية والفارسية[17]
- أخلاق أهل البيت (عليهم السلام)[18]

## من أقوال العلماء فيه
1. قال آغا بزرك الطهراني: «كان من الأعلام الأفاضل الأجلاء».[19]
2. قال حسن الصدر: «عالم عامل فاضل جليل برّ تقي مهذّب صفي...».[19]
3. قال عبد الحسين شرف الدين: «كان موسوعة جامعة...».[19]
4. قال آغا بزرك الطهراني في كتاب الطبقات: «عالم فاضل فقيه ماهر...».[20]

## الوفاة والرثاء
توفي الصدر في 3 رجب 1358 هـ بمنطقة الكاظمية، وصلى على جثمانه نجله الأكبر أبو الحسن، ودُفن بجوار قبر والده في الصحن الكاظمي. وقد رثاه جعفر النقدي بقصيدته المشهورة: